# So weit kommt’s noch!
So weit kommt’s noch! ist ein deutsch-österreichischer Fernsehfilm aus dem Jahr 2024 von Rupert Henning mit Annette Frier und Henning Baum. Premiere war am 1. September 2024 auf dem Festival des deutschen Films und die Erstausstrahlung erfolgte im ZDF am 29. September 2024 in der Reihe Herzkino. In der ZDF-Mediathek wurde der Film am 21. September 2024 zum Abruf bereitgestellt.

## Handlung
Das Ehepaar Bärbel und Lutz Schmitz, mit den Kindern Ben, Leonie und Jonas, ist seit 25 Jahren zusammen und führt ein geregeltes Leben in der Nähe von Köln. Bärbels Mutter Lis Polke wohnt in einem Altersheim und kommt gelegentlich zu Besuch, etwa um sich von Jonas bei Problemen mit dem Smartphone helfen zu lassen. Bärbel arbeitet halbtags am Frontdesk der Speditionsfirma Rheinland Logistics.
Zum Geburtstag kauft Bärbel ihrem Ehemann ein Hemd. Darin findet sich ein kleiner Zettel mit einem Hilferuf, darauf steht: „Please I need your help. My family is poor and we have no money for food and medicine. Our fate is in your hand“. Als Absender ist Rani Manabendra Chandra aus Dhaka in Bangladesch angegeben. Mit ihrem Mann spricht sie nicht darüber, weil er seit Monaten mit dem Nachbau der Cutty Sark als Modell beschäftigt ist. Ihre Tochter Leonie rät ihr, einfach etwas zu spenden. Bärbel nimmt Kontakt mit der Hilfsorganisation Fair & Free auf, für die Jamilah und Noah tätig sind. Sie möchte herausfinden, ob es Rani tatsächlich gibt und wie sie ihm helfen könnte. Allerdings sind ihr Jamilah und Noah zunächst keine große Hilfe.
An seinem Geburtstag singt der angeheiterte Lutz Shanty-Lieder, während Tochter Leonie Aufnahmen davon ins Internet stellt. Bärbel fordert ihre beiden erwachsenen Kinder Leonie und Jonas auf, alle nicht mehr benötigten Gegenstände wie Spielsachen auszusortieren, um diese zu verkaufen und Geld für Spenden zu sammeln. Nachbar Georg Räderscheidt ist ein Verehrer von Lis, er wird von Leonie bei Ausparken des Autos angefahren und darauf ins Krankenhaus gebracht, wo eine leichte Gehirnerschütterung diagnostiziert wird. Bärbel fragt sich, wie man entscheidet, wem man helfen soll, wenn so viele Menschen Hilfe benötigen. Mutter Lis antwortet ihr darauf: „Wer einen Menschen rettet, rettet die ganze Welt.“
Bärbel kontaktiert Rani und sendet ihm rund 100 Euro, was etwa einem Monatslohn in Bangladesch entspricht. Als Antwortadresse gibt sie allerdings jene der NGO Fair & Free an, falls es sich um einen Betrüger handeln sollte. Zwischen Bärbel und Rani beginnt ein Briefwechsel, den sie vor ihrem Mann geheim hält und nur mit Noah von der NGO bespricht. Bärbels Cousine Lotte erwischt Bärbel und Noah bei einer Umarmung und vermutet, dass sie eine Affäre haben.
Von dem Konto für das Segelboot von Lutz hebt Bärbel einen größeren Geldbetrag ab. Jonas gesteht, dass er das Erbteil seines Großvaters mit einem Investment-Fehler verspekuliert hat. Auch Leonie hatte ihr Erbteil in Jonas investiert und damit verloren, ebenso wie jenes von Oma Lis, insgesamt rund 60.000 Euro. Nachdem Lutz herausfindet, dass auf dem Konto Geld für das Segelboot fehlt, gesteht Bärbel, dass sie das Geld für Rani benötigt hat. Sie hatte gedacht, dass Lutz seinen Traum vom Segelboot ohnehin nie realisieren werde. Zwischen Lutz und Bärbel kommt es daraufhin zum Streit, weil sie ohne zu fragen sein Geld gespendet hat, Lutz zieht aus dem Haus, das Bärbel geerbt hatte, aus.
Eine Freundin von Bärbel findet heraus, dass die Gedichte, die Rani ihr gesendet hat, nicht von ihm stammen, sondern vom Dichter Shayan Jamal Mathila. Möglicherweise war auch alles Andere von Rani gelogen. Bei einem Videocall erfährt Bärbel, dass Rani wegen seiner Homosexualität zwischenzeitlich verschleppt worden sein soll. Bärbel nimmt schließlich Bijaya und den deren kranken Sohn Keshab bei sich zu Hause auf. Rani hatte die beiden als seine Frau und seinen Sohn ausgegeben und ist mit ihnen nach Dhaka geflohen, nachdem deren Vater bei einem Überfall von radikalen, bengalischen Muslimen auf Angehörige der Chakma getötet wurde. Einige Monate später kommt es zur Aussöhnung zwischen Bärbel und Lutz.

## Produktion und Hintergrund
Die Dreharbeiten fanden vom 14. April bis zum 15. Mai 2023 in Köln statt. Produziert wurde der Film von der deutschen Bantry Bay Productions (Produzentin Eva Holtmann) und der österreichischen Whee Film (Produzenten Isabelle Welter und Rupert Henning) im Auftrag des ZDF.
Die Kamera führte Josef Mittendorfer, die Musik schrieben Elisabeth Kaplan und Florian Hirschmann, die Montage verantwortete Birgit Förster und das Casting Angelika Buschina. Das Kostümbild gestaltete Caroline Habicht, das Szenenbild Roland Wimmer, den Ton Bastian Büßer und die Maske Peggy Lilkendey. Als Green Consultant fungierte Thomas Matysiak.
Inspiriert wurde der Film von einer wahren Geschichte, über die die Produzentin Eva Holtmann einst einen Artikel las.

## Rezeption

### Kritiken
Rainer Tittelbach vergab auf tittelbach.tv vier von sechs Sternen. Der Film sei weit mehr als die übliche Emanzipationsgeschichte, die Migrationsfrage werde nicht tagespolitisch, sondern idealistisch-philosophisch verhandelt. Die Produktion mit einer gewohnt spielfreudigen Annette Frier bediene sich außer der Drei-Akt-Form keiner festen dramaturgischen Muster. Realistisch offen auch das Ende: Soziale Not lasse sich nicht so leicht lösen wie eine Ehekrise.
Oliver Armknecht bewertete den Film auf film-rezensionen.de mit sechs von zehn Punkten. Der Film versuche, ein wichtiges Thema mit Humor zu verbinden, was mal besser, mal schlechter klappe. Vor allem die nervigen Figuren würde zur Prüfung. Insgesamt sei das aber schon eine nette Komödie geworden, die sich einen zu belehrenden Ton verkneife.

### Quote
Bei der Erstausstrahlung am 29. September 2024 im ZDF sahen den Film 4,18 Millionen Zuschauer, der Marktanteil betrug 15,3 Prozent.

## Auszeichnungen und Nominierungen
Festival des deutschen Films 2024
- Nominierung für den Rheingold Publikumspreis[2][8]